# Aalsuppe

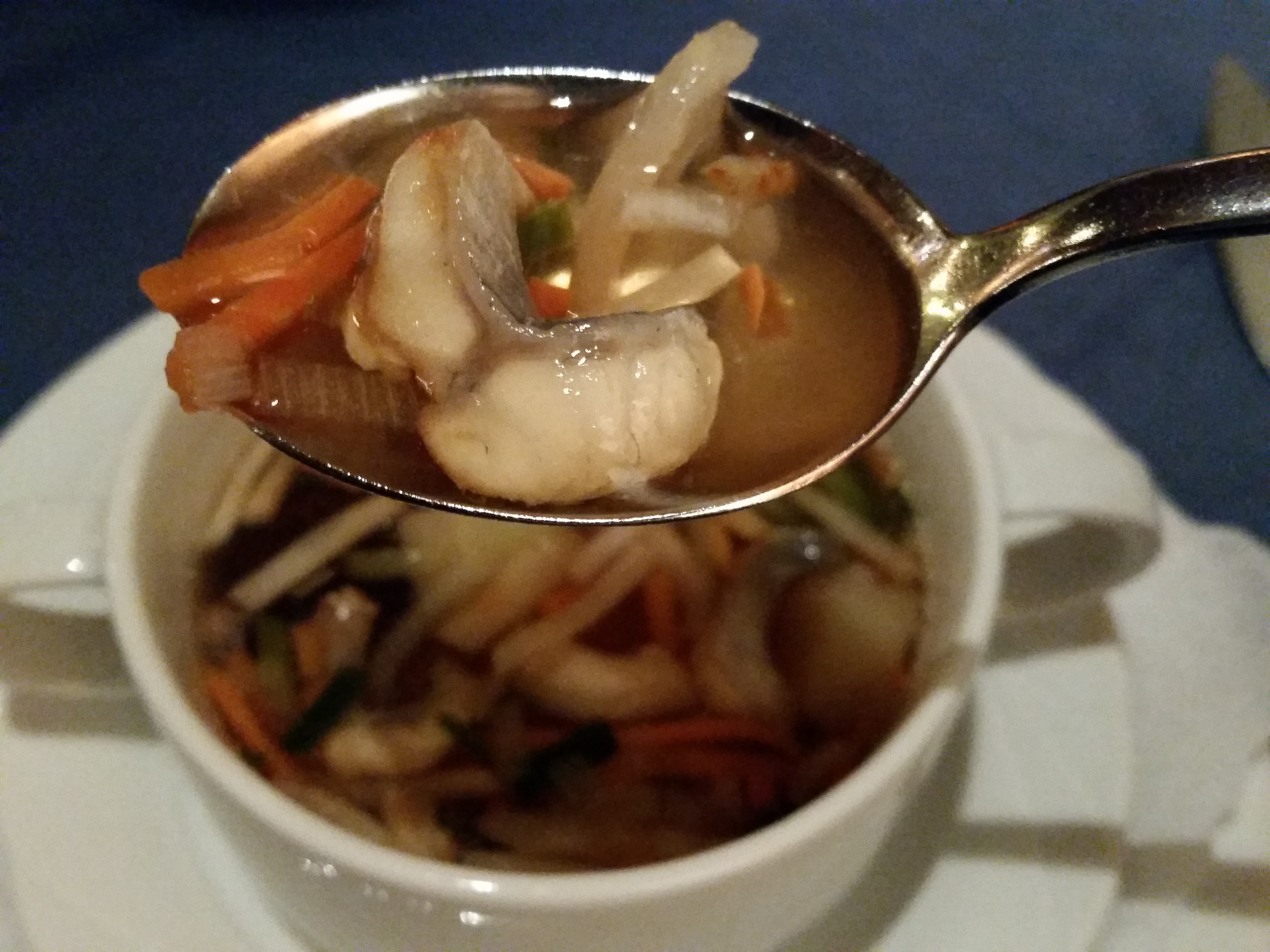
Hamburger Aalsuppe, hier im Restaurant „Alt Helgoländer Fischerstube“ in Hamburg-Altona

Aalsuppe ist eine Suppe oder ein Eintopf der norddeutschen Küche aus Aal, Gemüse und weiteren Zutaten wie Kräutern und Mehlklößchen. Überregional bekannt ist die besonders reichhaltige Hamburger Aalsuppe, die Backobst enthält und dadurch eine süßsäuerliche Note erhält. Sie wird als Hauptgericht serviert.

## Geschichte
Die Aalsuppe als typisches Gericht der Region lässt sich seit dem 18. Jahrhundert belegen. Die älteste schriftliche Erwähnung stammt aus einer Küchenordnung des Hamburger Heilig-Geist-Hospitals von 1756. Das älteste bekannte Rezept befindet sich in einem Hamburger Kochbuch von 1788. Die Oeconomische Encyclopädie von Johann Georg Krünitz führt 1782 aus, Aalsuppe sei ein Gericht „für gemeine Leute“ und zwar „an denen Orten, wo diese Fische in Mengen anzutreffen sind“. Der Landphysikus Rambach schrieb 1801: „Dieß Gemenge ist für den Hamburger ein äußerst wohlschmeckendes Gericht, und wird deswegen gewöhnlich allein, ohne weitere Zukost aufgetragen. So mannigfaltig ihre Zusammensetzung ist, so habe ich noch niemals Nachtheil von ihr gesehn, ob sie gleich immer bis zum Uebermaß gegessen wird“. Johann Friedrich Schützes Holsteinisches Idiotikon von 1801 berichtet: „Bei den Aalsuppenschmäusen, welche von den Holsteinischen städtischen und ländlichen Gastwirthen nach der Art der Picknicks für männliche Gäste angestellt werden, ist die Aalsuppe das Hauptessen.“

## Hamburger Aalsuppe
Es wird häufig behauptet, die Hamburger Aalsuppe enthielte traditionell keinen Aal, sei vielmehr eine Art Resteessen gewesen, bei dem allens rinkümmt („alles hineinkommt“), was sich in der Küche befand, daher stamme auch der Name. Der Aal sei ein Zugeständnis an Gäste der Stadt, um sie nicht zu enttäuschen. Dabei handelt es sich um eine Legende mit volksetymologischer Begründung, für die es keine Belege gibt. Es gibt allerdings eine ähnlich zubereitete Suppe ohne Aal, die suur Supp („saure Suppe“) genannt wird.

### Zubereitung
Als Grundlage dient eine kräftige Fleischbrühe, die aus Knochen vom Räucherschinken, je nach Rezept auch noch mit gepökeltem Rindfleisch, gekocht wurde. In ihr werden in getrennten Töpfen einerseits kleingeschnittene Suppengemüse und Erbsen mit Backobst (Pflaumen, Äpfel und Birnen) gegart, andererseits der abgezogene, in mundgerechte Stücke zerteilte Aal unter Zugabe von etwas Essig. Anschließend werden beide Teile zusammengegeben, die Brühe wird gegebenenfalls mit etwas Mehlschwitze gebunden. Schließlich wird die Suppe mit gehacktem Aalkruut („Aalkraut“, einer veränderlichen Mischung aus frischen Kräutern wie Thymian, Majoran, Petersilie, Salbei und Bohnenkraut, auch Basilikum, Estragon, Portulak, Sellerieblättern, Kerbel, Minze, Dill, Zitronenmelisse, Sauerampfer und Tripmadam), kurz durchgekocht. Serviert wird die Suppe oft mit Mehlklößchen (Klüten), Schwemmklößchen und, falls für die Brühe verwendet, dem kleingeschnittenen Rindfleisch. Üblich ist auch die ergänzende Zugabe von etwas Räucheraal.